# Comminges et Adélaïde au couvent de la Trappe
Comminges et Adélaïde au couvent de la Trappe est un tableau de Fleury François Richard réalisé entre 1822 et 1844 et conservé au musée des Beaux-Arts de Lyon sous le numéro d'inventaire 1988-4-III-8. 

## Description
Dernière œuvre de Richard, initialement destinée aux salons parisiens, c'est une huile sur toile de 125 cm sur 92,5 cm peinte d'après une esquisse réalisée à la mine de plomb sur papier végétal huilé et collé en plein de 22 cm sur 17,4 également conservée, sous numéro d'inventaire 1988-4-IV-182, par le musée des Beaux-Arts de Lyon. 
Il a été présenté pour la première fois au Salon de 1846 (numéro 1527 du livret de l'exposition.

## Sujet
Le tableau représente « Comminges creusant sa propre tombe sous les yeux d'Adélaïde déguisée en moine ». Comme le Comminge (1836) de son élève Claudius Jacquand, il trouve son sujet dans Les Amans malheureux, ou le Comte de Comminge (1764), drame de François de Baculard d'Arnaud adapté des Mémoires du comte de Comminge (1735) de Claudine Guérin de Tencin : à l'image de Roméo et Juliette, Héloïse et Abélard ou Tristan et Iseut, Comminges et Adélaïde voient leurs amours contrariées par leurs familles. Comminges croyant Adélaïde morte se retire au couvent de la Trappe. Adélaïde l'ayant retrouvé se cache sous le déguisement d'un moine pour vivre auprès de lui à son insu. Ce n'est qu'au moment de la mort d'Adélaïde que Comminges la reconnaît. 